# Весола (Краков)
 Памятник культуры Малопольского воеводства: регистрационный номер А-650 от 16 февраля 1984 года.
Весо́ла (пол. Wesoła) — исторический район в Кракове, Польша. Входит в административный район Дзельница II Гжегужки. Охраняемый памятник Малопольского воеводства.

## География
На западе Весола граничит со Старым городом, на севере – с районом Варшавске, на востоке – с Гжегужками и на юге – с районом Страдом.
Границами района являются улицы Гертруды, Вестерплатте, Павия, трамвайный туннель под вокзалом Краков-Главный, улицы Вита Ствоша, Любомирского, аллея Варшавского восстания, южная часть Ботанического сада, улицы Сьнядецких, Гжегожецкая, Дитля, Сарего.

## История
В средние века деревня Весола была предместьем Кракова. Главная улица деревни (сегодня – улица Коперника) была торговым путём, связывающим Краков с Сандомиром и далее на Червонную Русь.
Район Весола ранее был административным районом Дзельница VI.
16 февраля 1984 года район Весола был внесён в реестр памятников культуры Малопольского воеводства.

## Достопримечательности
- Церковь святого Николая – памятник культуры Малопольского воеводства;
- Церковь Святейшего Сердца Иисуса на улице Коперника – памятник культуры Малопольского воеводства;
- Церковь Непорочного Зачатия Пресвятой Девы Марии – памятник культуры Малопольского воеводства;
- Церковь Святой Терезы и Иоанна Креста – памятник культуры Малопольского воеводства;
- Дворец Маньковских – памятник культуры Малопольского воеводства;
- Ботанический сад – памятник культуры Малопольского воеводства;
- Collegium Medicum Ягеллонского университета;
- Стрелецкий парк – памятник культуры Малопольского воеводства;
- Пивоварня «Краков» – памятник культуры Малопольского воеводства;
- Краковская опера.

## Источник
- Encyklopedia Krakowa red. Antoni Henryk Stachowski, PWN 2000, ISBN 83-01-13325-2